# Szalony różdżkarz
Szalony różdżkarz (tyt. oryg. Madwand) – powieść fantasy amerykańskiego pisarza Rogera Zelazny’ego, wydana pierwotnie w 1981 roku przez wydawnictwo Phantasia Press (ISBN 0-932096-11-5). Ilustracja na okładce jest autorstwa Roweny Morrill.
W Polsce książka została wydana nakładem wydawnictwa Alfa w 1992 roku, w tłumaczeniu Pawła Lipszyca (ISBN 83-7001-647-2). Ilustrację na okładce zaprojektował Janusz Obłucki.
Jest to drugi tom dylogii „Światy czarnoksiężnika”. Pierwszą jest Odmieniec.

## Fabuła
Zostały opisane dwa światy: nasz, w którym zwyciężyła technika, oraz świat, w którym górę wzięła magia, zaś nauka została odrzucona.
Pol Detson, syn Lorda Deta, posiada potężne naturalne umiejętności czarowania. Są to umiejętności niewytrenowane, jest więc tytułowym szalonym różdżkarzem. Wyrusza na zgromadzenie czarowników by poddać się treningowi.
Trzecia część nigdy nie powstała, zaś powieść nie posiada definitywnego końca.